# Kurubarahalli, Hassan
Kurubarahalli là một làng thuộc tehsil Hassan, huyện Hassan, bang Karnataka, Ấn Độ.